# Władysław Stanisław Zamoyski

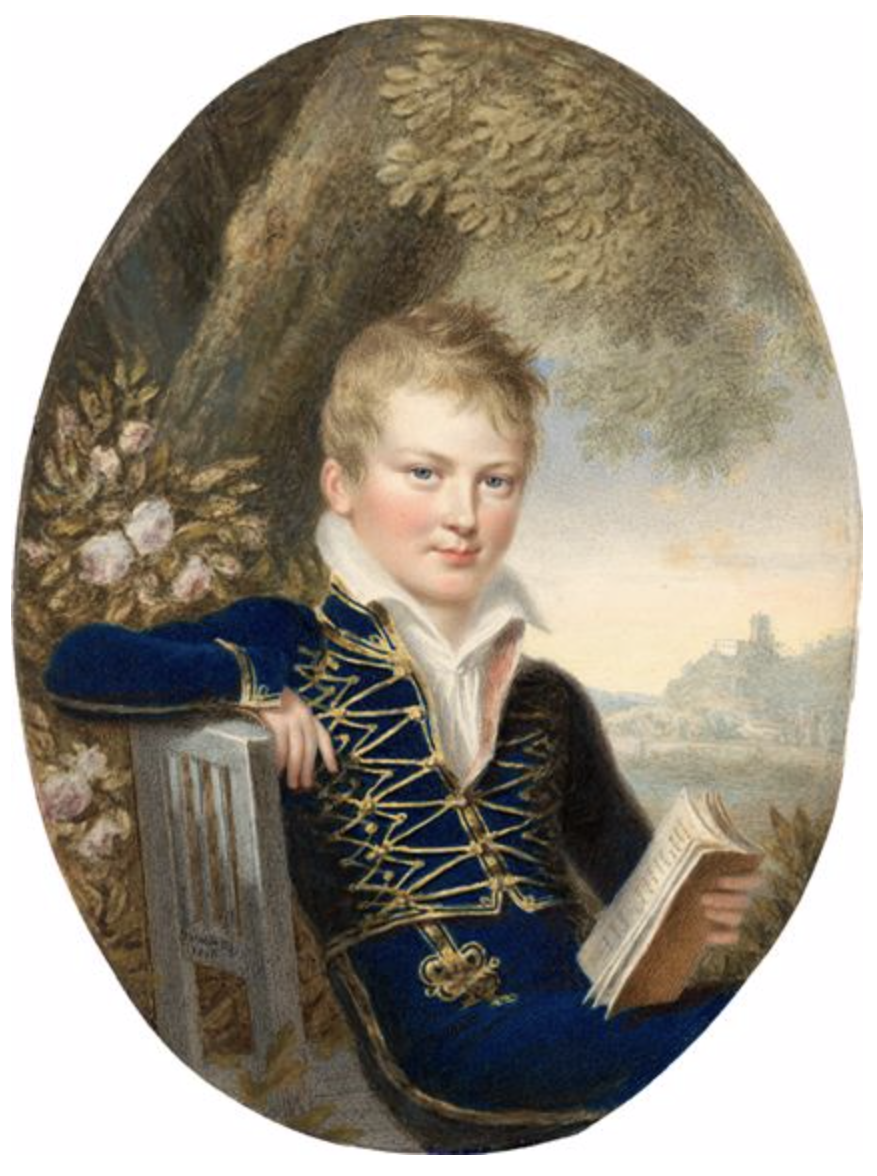
Carl Hummel, Jugendbildnis von Władysław Stanisław Zamoyski in polnischer Magnatenuniform, Aquarellminiatur auf Karton, 1816

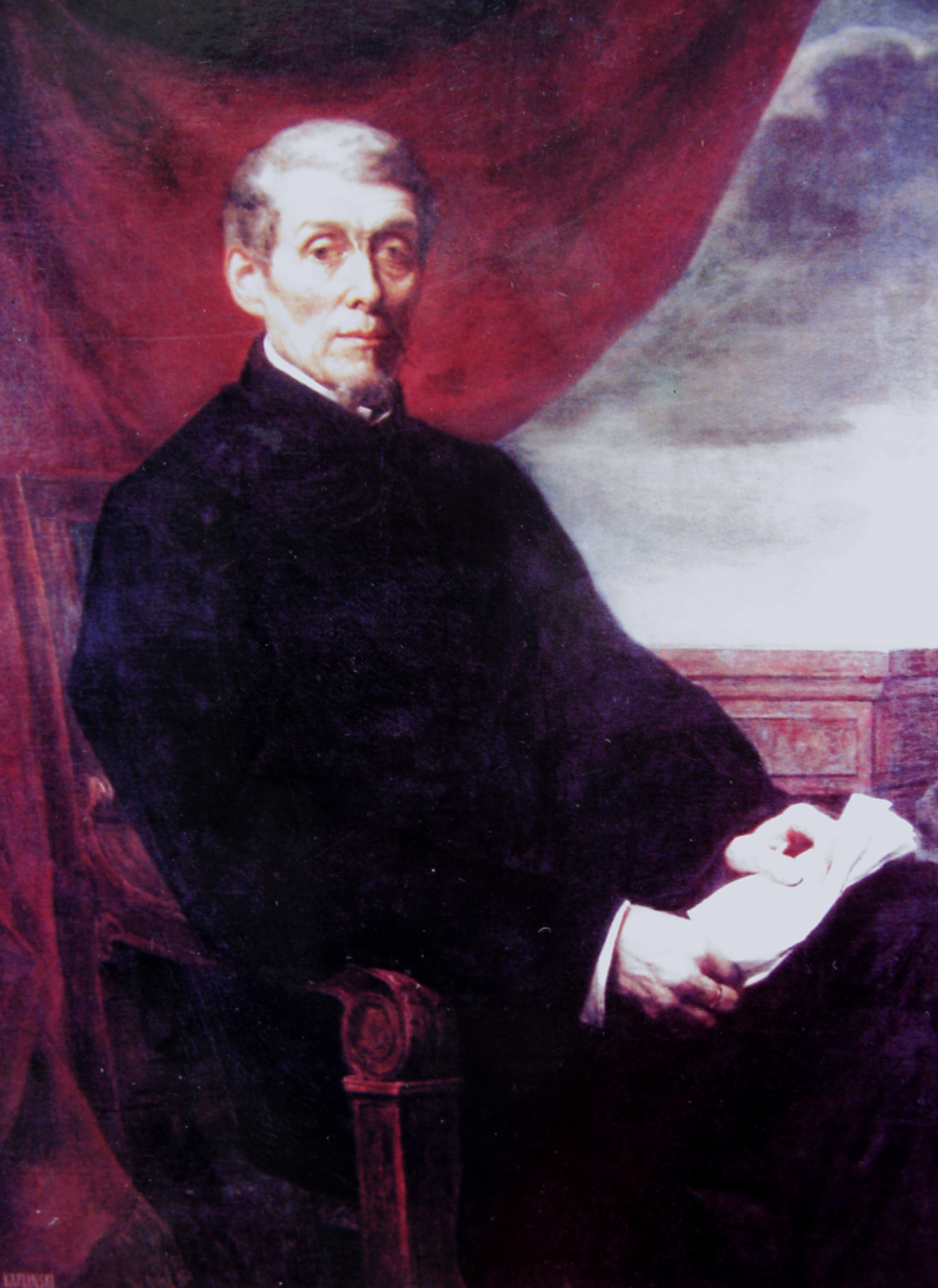
Władysław Stanisław Zamoyski, Gemälde von Leon Kapliński, um 1860

Graf Władysław Stanisław Zamoyski (* 24. März 1803 in Warschau; † 11. Januar 1868 in Paris) war ein polnischer Adliger, General und Politiker.

## Leben
Seine Eltern waren Graf Stanisław Kostka Zamoyski (* 13. Januar 1775 in Warschau; † 2. April 1856 in Wien) und Fürstin Zofia Czartoryska (* 15. September 1778 in Warschau; † 27. Februar 1837 in Florenz), die am 20. Mai 1798 in Puławy geheiratet hatten. Andrzej Artur Zamoyski (1800–1874) war sein älterer Bruder.
Zamoyski war Besitzer von Gütern in Cewków in der heutigen Ukraine. 
Seine Karriere in der Armee des Königreichs Polen begann er 1824 und bekleidete dort Stellen im Stab. 1828 wurde er Adjutant von Großherzog Konstantin, dem Oberbefehlshaber der Armee und De-facto-Vizekönig von Kongresspolen. 
1830/31 beteiligte er sich am polnischen Novemberaufstand als Adjutant von Jan Skrzynecki und wurde am 6. April 1831 zum Oberstleutnant befördert. Schon im März 1831 wurde Zamoyski mit dem Goldenen Kreuz des Virtuti Militari ausgezeichnet, dem höchsten Orden des polnischen Militärs. Durch seine Zusammenarbeit mit Adam Jerzy Czartoryski wurde er einer der Hauptaktivisten der sogenannten Hôtel-Lambert-Gruppe. 
Nach der Niederschlagung des Aufstands emigrierte er nach Frankreich, wo er die Interessen der Exilregierung Czartoryskis vertrat. 1848 bis 1849 organisierte er polnische Einheiten in Italien, die mit der sardischen Armee gegen die Österreicher kämpften. Zuletzt führte er 1855 im Range eines Generals während des Krimkriegs eine polnische Kavalleriedivision in der osmanischen Armee.

## Familie
Władysław Stanisław Zamoyski heiratete 1852 Jadwiga Działyńska (* 4. Juli 1831 in Warschau; † 4. November 1923 in Kórnik), mit der er vier Kinder hatte: Władysław Zamoyski (1853–1924), Witold Zamoyski, Maria Zamoyska (1857–1857) und Maria Zamoyska (1860–1937).